# あかねちゃん
『あかねちゃん』は、講談社の少女漫画雑誌『少女フレンド』で連載されていたちばてつやによる日本の漫画作品、およびこれを原作とする東映動画制作のテレビアニメである。
当初は「みそっかす」というタイトルであったが、アニメ化に際して「あかねちゃん」に変更された。しかし、アニメ版の放送終了後に複数社から発売された単行本には、タイトルが「あかねちゃん」のままになっているものと「みそっかす」へ戻されているものとが混在する。詳しくは#単行本を参照のこと。
なおアニメ化に合わせて、講談社の幼児雑誌『たのしい幼稚園』の1968年6月号から1969年3月号まで、ちばあきおによって『あかねちゃんとさくらちゃん』という姉妹版漫画が連載された。

## ストーリー
原作のストーリー。アニメ版のストーリーや設定については#アニメ版を参照のこと。

### 第一巻
名門・上条家の三女でありながら、病弱のために4歳の時に叔父・草介に引き取られていた上条茜は、6年振りに上条家に戻る。だが、紀伊の自然の中で伸び伸びと育った茜は、上条家の上品な生活に馴染めるわけもない。
そうこうしているうちに、茜の父が経営する会社の経営が傾き、父は心労から睡眠薬による自殺を図った。その時は発見が早く一命は取りとめた。父が隠し持っていたピストルを、間違って酒を飲んで酔っ払ってしまった茜が発砲したことにより、拳銃の不法所持の疑いで警察に追われることとなる。逃亡した車のトランクに乗りこんでいた茜と共に紀伊に逃げた父は、人生に絶望し、灯台近くの岬から投身自殺を図る。父を助けようと、単身海に飛び込む茜。さらに二人を追ってきた草介も、二人を助けようとして海に飛び込み、それがきっかけで肺炎を患って絶命する。草介は「茜の母は本当は…」と言い残していた。
家長を失い収入が断たれた上条家は、屋敷をアパートにして日銭を稼ぐこととしたが、派手な生活を改めることもなかった。茜は、二人の姉が通う名門学校・白樺学園に転入する。登校初日早々、理事長の仕掛ける「一風変わった試験」には合格したが、学園長からは目をつけられてしまう。

### 第二巻
入学を許可されるも、早々に学園でトラブルを起こし退学を言い渡される始末。授業やテストは、草介から習った催眠術を使ってクラスメイトや先生の目を欺き、何とかしのいでいた。やがて茜は、電気会社の社長でPTA会長でもある父を持つ、北小路秀麿や、美男子で学園一の秀才・徳川らと親友になっていく。
特に秀麿には気に入られ、家庭教師として彼のお世話をすることで、学園に留まることとなった。秀麿はこれまで、おぼっちゃまとして周囲からちやほやされていた反面、本当に彼のことを思って接してくれる大人がいなかったため、何をやっても駄目な子であったが、茜の影響で次第に自分に自信を持てるまでに成長することになる。
茜と秀麿は、学園の鬼山教頭らの働きかけにより、全国の天才・秀才らによって競われる「全国テスト大会」に参加させることが決まった。それは、もともと勉強がからきし駄目な二人にテストを受けさせ、その駄目さ加減から現理事長らの責任問題に発展させ、ひいては園長の座を乗っ取ろうという、鬼山教頭や理事長の腹心らの思惑だった。

### 第三巻
最初は得意の催眠術で試験官を眠らせてその場をしのごうとした茜であったが、そんな鬼山教頭らの悪だくみを知り、また秀麿の、真剣な勉強態度を見て反省し、本気でよい点を取らないと学園が乗っ取られることになると、秀麿と共に猛勉強をする。クラス担任の津田先生もそのことは知っており、茜たちの勉強に協力した。
一週間後、いよいよ全国テスト大会となり、他の天才・秀才らをしり目に茜は一切の不正行為なしで試験を終える。秀麿は、勉強のできた数学と理科は100点を取る驚異の成績だった。しかし茜はテスト自体は4科目満点というテスト史上初の成績ではあったが、失格となる。それは答案用紙に解答以外の内容を書いたためであった。しかし、その書かれた内容とは、鬼山教頭らの悪事を告発するものであった。それがたまたまテストを視察していた文部大臣の目にとまり、警察に調査を依頼、すべてが明るみに出たのである。こうして茜は学園の危機を救い、「史上最高点を取った学園」という名誉まで与え、学園を去り、上条家に戻った。
茜が戻った上条家は、以前の名門の面影はなく、日々のお金に困るほど疲弊し、姉たちも生活が乱れてしまっていた。茜は、すっかり様子が変わってしまった上条家から逃げ出すように、深夜トラック便で紀伊に向かう。上条家に嫌気がさしていた末娘のさくらも、茜に付いてきていた。さくらは、「ときどきお父さんが家に来ていた」と、気になることを言っていたが、茜はそれすら気に留めなかった。
到着した紀伊で二人が見たもの、それは死んだはずの父だった。実はあの時父の自殺は失敗に終わり、一命を取りとめていた。だが代わりに兄・草介が死んでしまったことを詫び、草助の小屋で彼の墓を守っていたのである。
紀伊の自然の中で暮らすうち、人間らしさを取り戻した父ではあったが、時々、上条家の様子を見に行ってはいた。しかし以前と同じ生活に戻ることを拒み、また後ろめたさから敷居をまたぐことはなかった。そうして引き返していく姿を、さくらは見ていたのである。
三人は上条家に残った母と姉に、父は生きており、素晴らしい自然がある紀伊に来るよう手紙を書いた。数日後、父は茜に、改めて母は本当の母であることを話し、母と姉らが紀伊にやってくることを知らせる。屋敷を店子らに譲った母と姉らが紀伊にやって来た頃、秀麿も茜を慕って居場所を探しだし、船で海岸までやってきた。どうやらこの紀伊の海岸は、にぎやかなことになってきそうである。

## 単行本
1. 講談社コミックス「あかねちゃん」全4巻（1968年、講談社） ※新書版
2. ホームコミックス「みそっかす」全3巻（1976年、汐文社）
3. ちばてつや漫画文庫「みそっかす」全3巻（1977年、講談社） ※文庫版
4. KCフレンド「みそっかす」全3巻（1981年、講談社） ※新書版
5. 母と娘でみる漫画名作館「みそっかす」全2巻（1987年、草の根出版会）
6. ちばてつや全集「みそっかす」全3巻（1998年、ホーム社）
7. 「あかねちゃん」全4巻（2002年、講談社） ※オンデマンド版

## アニメ版

### 解説
1968年4月6日から同年9月29日までフジテレビ系列局で放送。モノクロ作品。全26話。第13話までは土曜19:00枠で、第14話以降は日曜19:30枠で放送されていた。
アニメ版では、茜は上条家に来てすぐ学園に通うようになる他、上条家は裕福な家庭なままストーリーが進行するなど、原作版と設定が大幅に異なっている。

### キャスト
- 上条茜 - 松島みのり
- 北小路秀麿 - 高橋和枝
- パパ - 緒方敏也
- ママ - 矢島清子
- 華子 - 山口奈々
- さくら - 杉山佳寿子
- 草介おじさん - 北川国彦
- 北小路会長 - 富田耕生
- 津田先生 - 永井一郎
- 園長 - 麻生美代子
- 徳川くん - 市川治
- 近衛くん - 八代駿
- 角松 - 田の中勇
- 福田先生 - 野田圭一

### スタッフ
- 演出 - 永樹凡人、山口康男、白根徳重、田宮武、勝間田具治、芹川有吾、新田義方、茂野一清、黒田昌郎、久岡敬史、宮崎一哉、高見義雄
- 演出助手 - 竹内啓雄、川田武範、松橋秀夫
- 脚本 - 雪室俊一、山崎忠昭、辻真先、安藤豊弘、石郷岡豪
- 美術 - 橫井三郎、遠藤重義、千葉秀雄
- キャラクターデザイン - 高橋信也
- 作画監督 - 小泉謙三、高橋信也、落合正宗、窪詔之、国保誠、古沢日出夫、木村圭市郎、生頼昭憲、細田暉雄
- アニメーション制作 - 東映動画

### 主題歌
オープニングテーマ「あかねちゃん」
作詞 - 高橋友一郎 / 作曲 - 淡の圭一 / 歌 - 松島みのり
エンディングテーマ「ヒデバロ・ソング」
作詞 - 高橋友一郎 / 作曲 - 淡の圭一 / 歌 - 高橋和枝

### 各話リスト
| 話 | サブタイトル               | 放映日        |
| -- | -------------------------- | ------------- |
| 1  | みそっかすがやってきた     | 1968年 4月6日 |
| 2  | あかれとひでばろ           | 4月13日       |
| 3  | すすめ!! みそっかす        | 4月20日       |
| 4  | 死んじゃいやチビ           | 4月27日       |
| 5  | ヤギ先生こんにちは         | 5月4日        |
| 6  | アパラチャ ポンポーン      | 5月11日       |
| 7  | かんなちゃんも泣いている   | 5月18日       |
| 8  | ひでばろがんばる           | 5月25日       |
| 9  | ゆびきりげんまん           | 6月1日        |
| 10 | ラーメン甘いかしょっぱいか | 6月8日        |
| 11 | くたばれみえっぱり         | 6月15日       |
| 12 | あかね空を飛ぶ             | 6月22日       |
| 13 | 海っ子町っ子               | 6月29日       |
| 14 | たなばたジロー             | 7月7日        |
| 15 | お茶わんかいたのだあれ     | 7月14日       |
| 16 | おかしなチビ               | 7月21日       |
| 17 | 怪談しらかば学園           | 7月28日       |
| 18 | 二人のひでばろ             | 8月4日        |
| 19 | 草かんむりの歌             | 8月11日       |
| 20 | 名馬ハリケーン号           | 8月18日       |
| 21 | ひでばろ王とあかね姫       | 8月25日       |
| 22 | 港が呼んでいる             | 9月1日        |
| 23 | あかねのペナント           | 9月8日        |
| 24 | 秋空高く                   | 9月15日       |
| 25 | でっかいテスト             | 9月22日       |
| 26 | バンザイみそっかす         | 9月29日       |

### 映像ソフト
2005年5月18日にブエナ・ビスタ・ホーム・エンターテイメントから発売されたDVD-BOX『東映アニメモノクロ傑作選 Vol.3』と、2006年1月25日に同社から発売された単品DVD『東映アニメモノクロ傑作選 あかねちゃん』に第1話・第2話・第3話・第23話が収録されている。
上記以外の第4話〜第22話、第24話〜第26話のDVD・BDなどは発売されていない。